# Sameera Reddy
Pour les articles homonymes, voir Reddy (homonymie).
Sameera Reddy, née le 14 décembre 1980 à Rajahmundry (Andhra Pradesh), est une actrice indienne.

## Biographie
- Fratrie : Sushama Reddy, Meghna Reddy
- Conjoint : Akshai Varde

## Filmographie

### Au cinéma
- 1998 : Aur Ahista Kijiye Baatein
- 2000 : Tere Aane Ki Jab Khabar Mehke
- 2002 : Maine Dil Tujhko Diya : Ayesha Verma
- 2003 : Darna Mana Hai : Shruti
- 2004 : Plan : Sapna (aspiring actress)
- 2004 : Musafir : Sam
- 2005 : Narasimhudu : Palakad Papa
- 2005 : Kalpurush : Supriya
- 2005 : No Entry : Beach girl
- 2005 : Jai Chiranjeeva : Sailaja
- 2006 : Taxi No. 9 2 11: Nau Do Gyarah : Rupali
- 2006 : Ashok : Anjali
- 2006 : Naksha : Riya
- 2007 : Ghar Jaayegi
- 2007 : Fool N Final : Payal
- 2007 : Ami, Yasin Ar Amar Madhubala : Rekha
- 2008 : Migration : Divya
- 2008 : Race : Mini
- 2008 : One Two Three : Laila
- 2008 : Vaaranam Aayiram : Meghana
- 2009 : Red Alert: The War Within : Lakshmi
- 2009 : De Dana Dan : Manpreet B. Oberoi
- 2010 : Oru Naal Varum : Meera
- 2010 : Asal : Sara
- 2010 : Aakrosh : danseuse (Paresh House)
- 2011 : Nadunisi Naaygal : Sukanya
- 2011 : Vedi : Paaru
- 2012 : The Fighter Mard No.1 : Paaru
- 2012 : Vettai : Vasanthi
- 2012 : Tezz : Megha Solanki
- 2012 : Krishnam Vande Jagadgurum : Mysore Papa
- 2013 : Varadanayaka : la femme de Varadanayaka

Prochainement
- Thuppariyum Anandan
- Benaam
- Homeland